# (14361) Boscovich
(14361) Boscovich (1988 DE) – planetoida z grupy pasa głównego asteroid okrążająca Słońce w ciągu 4,15 lat w średniej odległości 2,58 j.a. Odkryta 17 lutego 1988 roku.